# إبراغليفلوزين
إبراغليفلوزين (اسمه التجاري سوغلات) هو دواء صيدلاني لعلاج داء السكري من النمط 2. صودق على إبراغليفلوزين، الذي طُوِّر بالمشاركة ما بين شركتي أستيلاس فارما وكوتوبوكي الدوائية، في اليابان في 17 يناير 2014، وفي روسيا في 22 مايو 2019.
إبراغليفلوزين هو مثبط للناقل المشارك صوديوم/ جلوكوز2 (غليفلوزين). توجد بروتينات الغشاء هذه على سطح الخلية وتنقل الجلوكوز إلى داخل الخلايا. إن الناقل المشارك صوديوم/ جلوكوز2 هو أحد أنواع النواقل المشاركة صوديوم/ جلوكوز، ويلعب دورًا رئيسيًا في إعادة امتصاص الجلوكوز في النبيبات القريبة بالكليتين. يقلل إبراغليفلوزين من مستويات الجلوكوز في الدم عن طريق تثبيط إعادة امتصاص الجلوكوز من خلال تثبيط الناقل المشارك صوديوم/جلوكوز2 بشكل انتقائي.

## التجارب السريرية
لوحظت فعالية وسلامة دواء إبراغليفلوزين في المرحلة الثالثة من التجارب السريرية للعلاج الأحادي، وكذلك الدراسات السريرية المستخدمة بالتشارك مع الأدوية الأخرى الخافضة لسكر الدم (6 أنماط) في اليابان.
أجريت دراسة مزدوجة التعمية مقارنة بالبلاسيبو في 18 موقعًا مختلفًا في كوريا و12 موقعًا في تايوان. كان المرضى فوق 20 ولديهم داء السكري من النمط 2 مدة 12 أسبوعًا على الأقل. أعطوا مدة 8 أسابيع لتنظيف أنظمتهم من جميع الأدوية الأخرى (إلى جانب الميتفورمين). تلقى المرضى إما 50 ملغ إيبراغليفلوزين أو بلاسيبو. كانت الأدوية متطابقة في جميع الأشكال الفزيائية. مُنِع المرضى من استخدام أي أدوية أخرى مضادة للسكري، غير الميتفورمين. استمرت الدراسة مدة 24 أسبوعًا مع متابعة مدة 4 أسابيع. كان الانحراف المعياري في الهيموغلوبين A1c 0.94٪ و0.47٪ في مجموعتي إبراغليفلوزين والبلاسيبو، على التوالي (الفرق بين المجموعتين −0.46٪، P <0.001). كانت التغيرات في مستوى جلوكوز البلازما الصيامي ووزن الجسم أكبر أيضًا بشكل ملحوظ في مجموعة إبراغليفلوزين، مع وجود فروق بين المجموعات بمقدار 14.1 ميليغرام / ديسيلتر و1.24 كيلو جرام على التوالي (كلاهما P <0.001). كانت أكثر التأثيرات الجانبية شيوعًا هي عدوى الجهاز التنفسي العلوي والمجاري البولية. من ذلك، استنتِج أن دواء إبراغليفلوزين فعال وآمن.
على أي حال، يخضع دواء إبراغليفلوزين حاليًا للتجربة السريرية الوصفية حالات-شواهد لرؤية السلامة على المدى الطويل (أكثر من ثلاث سنوات) لاستخدام إبراغليفلوزين. الوقت التقديري للانتهاء من هذه التجارب هو أكتوبر 2018.
- 18 أكتوبر 2016: تكمل شركة أستيلاس فارما تجربة سريرية لداء السكري من النمط 2 في اليابان قبل أكتوبر 2016.
- 7 سبتمبر 2016: تخطط شركة أستيلاس فارما لإجراء المرحلة الثالثة من التجارب السريرية على الداء السكري من النمط 1 (العلاج المركب) في اليابان.
- 1 أغسطس 2016: المرحلة الثالثة من التجارب السريرية على الداء السكري من النمط 1 (العلاج المركب) في اليابان.[8]

كان إبراغليفلوزين قيد التطوير أيضًا لداء السكري من النمط 2 في الولايات المتحدة وأوروبا ودول أخرى، وأُكمِلت ثلاث تجارب من المرحلة الثانية بالمشاركة مع الميتفورمين. توقف ذلك منذ ذلك الحين.